# Haplodrassus kulczynskii
Haplodrassus kulczynskii är en spindelart som beskrevs av Hans Lohmander 1942. Haplodrassus kulczynskii ingår i släktet Haplodrassus och familjen plattbuksspindlar. Inga underarter finns listade i Catalogue of Life.